# Remember Me (Kurzfilm)
Remember Me (frei übersetzt Erinnere dich an mich) ist ein US-amerikanischer Dokumentar-Kurzfilm von Dick Young aus dem Jahr 1979.

## Inhalt
Der Film zeigt Kinder in der ganzen Welt, die in Armut leben und oft auch selbst zum Unterhalt der Familie beitragen müssen. Thematisiert wird die natürliche Schönheit, die Kinder haben und darauf verwiesen, wie viel Potential verschwendet wird, wenn so viele Kinder in Elend und Not aufwachsen müssen. Es wird angeregt, darüber nachzudenken, was man tun könne, damit auch Kinder die in Armut hineingeboren werden, bessere Chancen bekommen.

## Produktionsnotizen
Gedreht wurden die Filmaufnahmen in den USA, im Nahen Osten und in Asien. Produziert wurde der Film von Dick Young Productions in Zusammenarbeit mit UNICEF und dem Umweltprogramm der Vereinten Nationen (UNEP).

## Auszeichnung
Oscarverleihung 1980: Oscarnominierung für Dick Young in der Kategorie „Bester Dokumentar-Kurzfilm“. Die Auszeichnung ging jedoch an Saul J. Turell und seinen Film Paul Robeson: Tribute to an Artist, in dem das Leben des Sängers und Schauspielers Paul Robeson beschrieben wird.